# Partido Azul
Partido Azul (hiszp. Partido de Azul) – jedno z 135 partidos, znajduje się w prowincji Buenos Aires. Siedzibą administracyjną jest miasto Azul. Funkcję Intendenta pełni José Manuel Inza. Partido Azul ma powierzchnię 6615 km², w 2010 r. zamieszkiwało w nim 65,2 tys. mieszkańców (31 648 mężczyzn i 33 632 kobiet).

## Miejscowości
W partido Azul znajdują się następujące miejscowości:
- Ari’el
- Azul
- Cacharí
- Chillar
- Dieciséis de Julio

## Demografia
Zmiana liczby ludności w latach 1869 – 2010 na podstawie kolejnych spisów ludności.